# Jela
Jela (lat. Abies), rod iz porodice borovki (Pinaceae).
Sve vrste ovog roda su zimzeleno visoko šumsko drveće umjerenih regija sjeverne polutke. Jela ima oko 40 vrsta. Razgranjuju se pršljenasto. Grančice im uglavnom ne vise. Iglice se drže izbojka pločasto proširenom bazom. Iglična brazgotina je plitka i okruglasta te je zbog toga grančica glatka. Kora debla je dugo glatka, sivkasta, s mnogo smolnih vrećica. Muški su cvatovi u pazušcu najgornjih iglica, a ženski na vrhu izbojka. Češeri su uspravni, valjkasti, dozrijevaju iste godine, raspadaju se i ostavljaju samo češerno vreteno. Pokrovne su ljuske (priperci) razne duljine, uske i kožaste. Plodne ljuske su široko zaobljene. Na njima su po dvije sjemenke. Sjeme je nepravilno, trokutasto, obiluje smolnim mjehurićima; krilce ga obuhvaća s obje strane. Klija s 4-8, većinom 5-6 zvjezdasto poredanih, linealnih i tamnozelenih supaka.

## Etimologija
Ime roda latinski naziv europske jele. 

## Sistematika
Rod jela dijeli se na deset odjeljaka i dalje na pododjeljke. Težište sistematike počiva na morfologiji ženskih češera. Do sada ne postoje sistematska genetička istraživanja, koja bi potvrdila da se morfološko razvrstavanje, koje odražava i zemljopisnu raspoređenost, poklapa s međusobnom srodnošću pojedinih vrsta.
Rod jela (Abies):
- Odjeljak Abies (srednja, južna i istočna Europa)
  - Obična jela (Abies alba)
  - Bugarska jela (Abies × borisii-regis)
  - Grčka jela (Abies cephalonica)
  - Cilicijska jela (Abies cilicica)
  - Sicilska jela (Abies nebrodensis)
  - Kavkaska jela (Abies nordmanniana)
- Odjeljak Piceaster (Španjolska, sjeverna Afrika)
  - Španjolska jela (Abies pinsapo)
  - Alžirska jela (Abies numidica)
- Odjeljak Bracteata (zapad Sjeverne Amerike)
  - Kalifornijska jela (Abies bracteata)
- Odjeljak Momi (jugoistočna Azija)
  - Formoška jela (Abies kawakamii)
  - Pododjeljak Homolepides
    - Japanska jela (Abies homolepis) (sinonim: Abies brachyphylla)
    - Min-jela (Abies recurvata)

  - Pododjeljak Firmae
    - Abies beshanzuensis
    - Momi-jela (Abies firma)

  - Pododjeljak Holophyllae
    - Kineska jela (Abies chensiensis)
    - Mandžurska jela (Abies holophylla)
    - Zapadnohimalajska jela (Abies pindrow)
    - Abies ziyuanensis
- Odjeljak Amabilis (pacifička obala Sjeverne Amerike i Japana)
  - Grimizna jela (Abies amabilis)
  - Mariesova jela (Abies mariesii)
- Odjeljak Pseudopicea (jugoistočna Azija)
  - Abies fargesii
  - Pododjeljak Delavayianae
    - Junanska jela (Abies delavayi)
    - Abies densa
    - Abies fabri
    - Abies fanjingshanensis
    - Forrestova jela (Abies forrestii)
    - Himalajska jela (Abies spectabilis)
    - Abies yuanbaoshanensis

  - Pododjeljak Squamatae
    - Ljuskava jela (Abies squamata)
- Odjeljak Balsamea (Sjeverna Amerika, Azija)
  - Pododjeljak Laterales
    - Balzamna jela (Abies balsamea)
    - Abies bifolia
    - Stjenjačka jela (Abies lasiocarpa)
    - Sibirska jela (Abies sibirica)

  - Pododjeljak Medianae
    - Fraserova jela (Abies fraseri)
    - Korejska jela (Abies koreana)
    - Istočnosibirska jela (Abies nephrolepis)
    - Sahalinska jela (Abies sachalinensis)
    - Abies veitchii
- Odjeljak Grandis (zapadni dio sjeverne Amerike)
  - Koloradska jela (Abies concolor)
  - Abies durangensis
  - Abies flinckii
  - Gorostasna jela (Abies grandis)
  - Guatemalska jela (Abies guatemalensis)
  - Abies hidalgensis
  - Abies jaliscana
- Odjeljak Oiamel (jugozapadni dio sjeverne Amerike)
  - Pododjeljak Religiosae
    - Sveta jela (Abies religiosa)
    - Vejarova jela (Abies vejari)

  - Pododjeljak Hickelianae
    - Abies hickelii
- Odjeljak Nobilis (zapadni dio SAD-a)
  - Raskošna jela (Abies magnifica)
  - Plemenita jela (Abies procera) (sinonim: Abies nobilis)

## Vanjske poveznice
- Pregled roda (engleski)